# 段应碧
段应碧（1940年—）四川省万县五桥乡人。中华人民共和国官员。

## 生平
1963年，自四川财经学院农业经济系毕业，被分配至中国农业科学院农村经济研究所工作。1969年8月，调中华人民共和国农业部业务组工作。1970年4月，调中华人民共和国农林部政策研究室工作。1979年4月，调中华人民共和国国家农业委员会政策研究室工作。1982年4月，调中共中央书记处农村政策研究室工作，负责农村金融、农产品流通、农业投资等政策研究。1990年10月，调任中华人民共和国农业部农村研究中心主任、党委书记。
1993年4月，调任中央财经领导小组办公室农村组组长。1994年8月，任中央财经领导小组办公室副主任兼农村组组长，主要承担中央农村工作领导小组办公室的日常工作。
2003年4月，任第十届全国政协委员，全国政协经济委员会副主任。2003年5月，任国务院西部地区开发领导小组办公室副主任。
2006年起，任中国扶贫基金会会长。2003年至2010年，他还任中国农业经济学会会长。